# 西那帕羅
西那帕羅（英語、查莫羅語：Sinapalo）是一座位於美屬北馬里亞納群島羅塔島上的村落，也是該島第二大聚落。西那帕羅位於羅塔島中部的高地，該聚落旁為羅塔國際機場。